# Conclave de 1669–1670

Brasão papal de Sua Santidade o papa Clemente X

O Conclave de 1669-1670 (20 de dezembro - 29 de abril) foi convocada na morte de Papa Clemente IX e terminou com a eleição de Emilio Altieri como Papa Clemente X. A eleição viu deferência dentro do Colégio dos Cardeais a Luís XIV de França, e uma libertação dos cardeais leais à Espanha para votar de acordo com sua consciência. Eventualmente, os idosos Altieri foram eleitos com o apoio das principais facções do Colégio.

## Segundo plano
Clemente IX havia nomeado cardeais italianos principalmente para a faculdade, nomeando apenas um cardeal francês e um espanhol quando ele precisou de assistência para combater uma invasão do Império Otomano em Creta. Ele criou cardeais para seus amigos, com sete dos doze que ele criou vieram de sua terra natal, Toscana. Clemente não se sentiu obrigado a nomear um cardeal alemão porque o Imperador Romano-Germânico havia solicitado sua ajuda na Hungria. Poucos dias após sua morte, Clemente IX criou sete cardeais adicionais, o que elevou o número de eleitores em potencial ao máximo de setenta.
Durante seu pontificado, Clemente se esforçou diplomaticamente para levar as nações da Europa Ocidental à defesa de Creta. Os otomanos planejavam avançar na capital de propriedade veneziana da ilha em Candia.  Ele interveio na Guerra de Devolução e ajudou a negociar uma paz, o que aumentou a probabilidade de Espanha e França ajudarem Creta. Os franceses enviaram inicialmente uma pequena força para ajudar Creta em 1668, antes de aumentar seu compromisso com as tropas em 1669. Isso afetou o resultado do avanço otomano e capturaram Candia em setembro de 1669.
Dentro do Colégio dos Cardeais, uma facção de cardeais que não era leal a nenhuma das monarquias católicas havia se desenvolvido; eles foram chamados de Squadrone Volante e ressuscitaram durante o Conclave de 1655. O nome, que se traduz em Esquadrão Voador, foi dado por seu apoio a candidatos que eles acreditavam ter o melhor interesse do papado em mente, em vez de candidatos apoiados pelo monarca secular. Cristina da Suécia, rainha da Suécia, que abdicou do trono sueco e se mudou para Roma antes de se converter à Igreja Católica, serviu como apoiante secular do grupo e ficou particularmente próxima de Decio Azzolino. 

## Conclave
Os cardeais atrasaram o conclave até a chegada do embaixador de Luís XIV de França e dos cardeais franceses, o que demonstrou a influência que a França tinha no Colégio naquele momento. Quando foi inaugurado em 21 de dezembro de 1669, cinquenta e quatro dos setenta membros do Colégio de Cardeais estavam presentes, e doze cardeais adicionais chegaram à medida que o conclave progredia. As facções se dividiram de maneira relativamente uniforme entre os cardeais leais à Espanha e à França, com cada país controlando oito. A influência do sobrinho de Clemente IX, Giacomo Rospigliosi, no conclave, foi relativamente fraca, pois Clemente IX havia criado apenas oito cardeais, enquanto Flavio Chigi liderou 24 criações de Alexandre VII.
O Colégio de Cardeais da época não possuía nenhum cardeal que se destacasse como o líder óbvio, e o número de papabili era maior do que na maioria dos conclaves. Relatos de fontes contemporâneas listaram até 21 cardeais considerados com probabilidade de serem eleitos papa.
Pietro Vidoni contou com o apoio de membros do Esquadrão Voador, além de Christina da Suécia e seu aliado Azzolino.  Além disso, ele não se opôs à França nem à Espanha. Francesco Barberini, reitor do Colégio de Cardeais, se opôs a Vidoni porque ele não havia sido perguntado sobre sua candidatura anteriormente.
Charles d'Albert d'Ailly, o embaixador francês para o conclave, chegou em 16 de janeiro de 1670. Ele anunciou em 10 de fevereiro que Luis XIV tinha vetado o candidato de Chigi para o papado, Scipione Pannocchieschi d'Elci. A exclusão causou muito embaraço a D'Elci, e ele ficou doente e morreu rapidamente após o anúncio do veto francês. Após a exclusão de d'Elci, houve confusão entre os cardeais sobre quem eles deveriam eleger, porque nenhum dos candidatos existentes tinha a possibilidade numérica de ser eleito papa.
Os cardeais então tentaram eleger Vidoni novamente, mas Chigi agora se opunha a ele por raiva dos franceses por excluir d'Elci. Os cardeais espanhóis também trabalharam contra Vidoni, implicando que Mariana da Áustria, a rainha regente da Espanha, havia excluído a candidatura de Vidoni. Os espanhóis tentaram eleger Benedetto Odescalchi, mas d'Ailly declarou que ninguém poderia ser eleito a menos que devesse lealdade a Luís XIV. Os espanhóis logo disseram que seus cardeais estavam livres para votar em qualquer um. A carta foi trazida pelo correio e anunciou que Mariana da Áustria não havia realmente excluído Vidoni nem qualquer membro do colégio.

## Eleição de Clemente X
No final de abril, todas as facções, exceto o Esquadrão Voador, desapareceram e os cardeais concordaram em eleger Emilio Altieri. Em 29 de abril de 1670, Altieri recebeu três votos no escrutínio da manhã, que era o mesmo número que ele havia recebido consistentemente desde o início do conclave. No escrutínio da tarde, ele recebeu vinte e um votos e logo foi aclamado papa por mais trinta e cinco cardeais. Isso elevou seu total final para cinquenta e seis de um total possível de cinquenta e nove eleitores. Altieri era velho e estava com problemas de saúde, e resistiu à própria eleição a ponto de ser arrastado para fora de seu quarto por dois cardeais para ser aclamado. Sua eleição ocorreu às 15h, mas ele resistiu à eleição por uma hora. Ele tomou o nome de Clemente em homenagem a Clemente IX, que o criou um cardeal. Aos 79 anos de idade, Altieri é a pessoa mais velha a ser eleita papa.

## Cardeais votantes
| Consistóro                    | 1669-1670 |
| ----------------------------- | --------- |
| Outubro 1623                  | 1         |
| Janeiro 1626                  | 1         |
| Agosto 1627                   | 1         |
| Novembro 1633                 | 2         |
| Dezembro 1641                 | 3         |
| Julho 1643                    | 3         |
| Consistórios de Urbano VIII   | 11        |
| Março 1645                    | 4         |
| Outubro 1647                  | 2         |
| Fevereiro 1652                | 7         |
| Junho 1653                    | 1         |
| Março 1654                    | 6         |
| Consistórios de Inocêncio X   | 20        |
| Abril 1657                    | 4         |
| Abril 1658                    | 1         |
| Abril 1660                    | 4         |
| Janeiro 1664                  | 12        |
| Fevereiro 1666                | 4         |
| Março 1667                    | 2         |
| Consistórios de Alexandre VII | 27        |
| Novembro 1667                 | 3         |
| Agosto 1669                   | 2         |
| Novembro 1669                 | 7         |
| Consistórios de Clemente IX   | 12        |
| Total                         | 70        |

| Criado por                | Cardeais | Por Cento |
| ------------------------- | -------- | --------- |
| Papa Urbano VIII (UVIII)  | 011      | 15,71 %   |
| Papa Inocêncio X (IX)     | 020      | 28,57 %   |
| Papa Alexandre VII (AVII) | 027      | 38,57 %   |
| Papa Clemente IX (CIX)    | 012      | 17,14 %   |
| Total                     | 70       | 100 %     |

### Cardeais Bispos
| Nº | Nome                                      | Consistório   | Papa  |
| -- | ----------------------------------------- | ------------- | ----- |
| 1  | Francesco Barberini                       | Outubro 1623  | UVIII |
| 2  | Marzio Ginetti                            | Janeiro 1626  | UVIII |
| 3  | Antonio Barberini, Junior, O.S.Io.Hieros. | Agosto 1627   | UVIII |
| 4  | Francesco Maria Brancaccio                | Novembro 1633 | UVIII |
| 5  | Ulderico Carpegna                         | Novembro 1633 | UVIII |
| 6  | Giulio Gabrielli                          | Dezembro 1641 | UVIII |

### Cardeais Presbíteros
| Nº | Nome                                                | Consistório    | Papa  |
| -- | --------------------------------------------------- | -------------- | ----- |
| 7  | Virginio Orsini, O.S.Io.Hieros.                     | Dezembro 1641  | UVIII |
| 8  | Reinaldo d'Este                                     | Dezembro 1641  | UVIII |
| 9  | Cesare Facchinetti                                  | Julho 1643     | UVIII |
| 10 | Carlo Rossetti                                      | Julho 1643     | UVIII |
| 11 | Niccolò Albergati-Ludovisi                          | Março 1645     | IX    |
| 12 | Federico Sforza                                     | Março 1645     | IX    |
| 13 | Alderano Cibo                                       | Março 1645     | IX    |
| 14 | Benedetto Odescalchi                                | Março 1645     | IX    |
| 15 | Lorenzo Raggi                                       | Outubro 1647   | IX    |
| 16 | Jean-François-Paul de Gondi de Retz                 | Fevereiro 1652 | IX    |
| 17 | Luigi Alessandro Omodei                             | Fevereiro 1652 | IX    |
| 18 | Pietro Vito Ottoboni                                | Fevereiro 1652 | IX    |
| 19 | Marcello Santacroce                                 | Fevereiro 1652 | IX    |
| 20 | Lorenzo Imperiali                                   | Fevereiro 1652 | IX    |
| 21 | Giberto Borromeo                                    | Fevereiro 1652 | IX    |
| 22 | Giambattista Spada                                  | Março 1654     | IX    |
| 23 | Francesco Albizzi                                   | Março 1654     | IX    |
| 24 | Ottavio Acquaviva d'Aragona, Jr                     | Março 1654     | IX    |
| 25 | Carlos Pio de Saboia                                | Março 1654     | IX    |
| 26 | Carlo Gualterio                                     | Março 1654     | IX    |
| 27 | Flavio Chigi                                        | Abril 1657     | AVII  |
| 28 | Girolamo Buonvisi                                   | Abril 1657     | AVII  |
| 29 | Scipione Pannocchieschi d'Elci                      | Abril 1657     | AVII  |
| 30 | Antonio Bichi                                       | Abril 1657     | AVII  |
| 31 | Pietro Vidoni                                       | Abril 1660     | AVII  |
| 32 | Girolamo Boncompagni                                | Janeiro 1664   | AVII  |
| 33 | Carlo Bonelli                                       | Janeiro 1664   | AVII  |
| 34 | Celio Piccolomini                                   | Janeiro 1664   | AVII  |
| 35 | Carlo Carafa della Spina, C.R.                      | Janeiro 1664   | AVII  |
| 36 | Neri Corsini                                        | Janeiro 1664   | AVII  |
| 37 | Alfonso Michele Litta                               | Janeiro 1664   | AVII  |
| 38 | Giacomo Filippo Nini                                | Janeiro 1664   | AVII  |
| 39 | Paluzzo Paluzzi Altieri degli Albertoni             | Janeiro 1664   | AVII  |
| 40 | Cesare Maria Antonio Rasponi                        | Janeiro 1664   | AVII  |
| 41 | Giannicolò Conti                                    | Janeiro 1664   | AVII  |
| 42 | Giulio Spínola                                      | Fevereiro 1666 | AVII  |
| 43 | Carlo Roberti                                       | Fevereiro 1666 | AVII  |
| 44 | Vitaliano Visconti                                  | Fevereiro 1666 | AVII  |
| 45 | Innico Caracciolo                                   | Fevereiro 1666 | AVII  |
| 46 | Giovanni Dolfino                                    | Março 1667     | AVII  |
| 47 | Giacomo Rospigliosi                                 | Dezembro 1667  | CIX   |
| 48 | Emmanuel Théodose de La Tour d'Auvergne de Bouillon | Agosto 1669    | CIX   |
| 49 | Luis Manuel Fernández de Portocarrero               | Agosto 1669    | CIX   |

### Cardeais Diáconos
| Nº | Nome                                         | Consistório    | Papa |
| -- | -------------------------------------------- | -------------- | ---- |
| 50 | Francesco Maidalchini                        | Outubro 1647   | IX   |
| 51 | Frederico de Hesse-Darmstadt, O.S.Io.Hieros. | Fevereiro 1652 | IX   |
| 52 | Carlo Barberini                              | Junho 1653     | IX   |
| 53 | Decio Azzolini                               | Março 1654     | IX   |
| 54 | Giacomo Franzoni                             | Abril 1658     | AVII |
| 55 | Francesco Maria Mancini                      | Abril 1660     | AVII |
| 56 | Angelo Celsi                                 | Janeiro 1664   | AVII |
| 57 | Paolo Savelli                                | Janeiro 1664   | AVII |
| 58 | Leopoldo de Médici                           | Dezembro 1667  | CIX  |
| 59 | Sigismondo Chigi                             | Dezembro 1667  | CIX  |
| 60 | Francesco Nerli, o Velho                     | Novembro 1669  | CIX  |
| 61 | Emilio Altieri                               | Novembro 1669  | CIX  |
| 62 | Carlo Cerri                                  | Novembro 1669  | CIX  |
| 63 | Lazzaro Pallavicino                          | Novembro 1669  | CIX  |
| 64 | Giovanni Bona, O.Cist.                       | Novembro 1669  | CIX  |
| 65 | Niccolò Acciaioli                            | Novembro 1669  | CIX  |
| 66 | Buonaccorso Buonaccorsi                      | Novembro 1669  | CIX  |

### Cardeais ausentes
| Nº | Nome                                                     | Consistório | Papa  |
| -- | -------------------------------------------------------- | ----------- | ----- |
| 1  | Girolamo Grimaldi-Cavalleroni                            | Julho 1643  | UVIII |
| 2  | Gregório Barbarigo                                       | Abril 1660  | AVII  |
| 3  | Pascual de Aragón-Córdoba-Cardona e Fernández de Córdoba | Abril 1660  | AVII  |
| 4  | Luís Guilherme de Moncada, 7.º Duque de Montalto         | Março 1667  | AVII  |